# Энергетика Калининградской области
Энергетика Калининградской области — сектор экономики региона, обеспечивающий производство, транспортировку и сбыт электрической и тепловой энергии. По состоянию на начало 2021 года, на территории Калининградской области эксплуатировались 10 электростанций общей мощностью 1918,6 МВт, в том числе 7 тепловых электростанций, две малые гидроэлектростанции и одна ветровая электростанция. В 2020 году они произвели 6392,6 млн кВт·ч электроэнергии. Спецификой энергетики области являются большие резервы мощности электростанций, что обусловлено анклавным расположением региона.

## История
Первой электростанций на территории современной Калининградской области (являвшейся в то время частью Восточной Пруссии) стала Озёрская ГЭС, введённая в эксплуатацию в 1880 году, которая эксплуатируется и в настоящее время. Первая электростанция в Кёнигсберге, имевшая название «Мюленгрунд», была введена в эксплуатацию в 1890 году, что позволило в 1895 году пустить в городе электрический трамвай.
В 1905 году была пущена электростанция «Коссе» (ныне Калининградская ТЭЦ-1). В 1926 году была введена в эксплуатацию гидроэлектростанция во Фридланде (ныне Правдинская ГЭС-3), которая продолжает эксплуатироваться и в настоящее время (с перерывом в 1976—1994 годах). Также в 1920-х годах была пущена гидроэлектростанция в Вонсдорфе (ныне не эксплуатируемая Правдинская ГЭС-4). В 1934 году была введена в эксплуатацию тепловая электростанция «Гумбиннен» (ныне Гусевская ТЭЦ).
После вхождения территории современной Калининградской области в состав СССР в 1945 году было организовано районное управление «Кёнигсбергэнерго» (в 1946 году переименованное в «Калининградэнерго»). В него вошли тепловые электростанции «Коссе» (позднее ГРЭС-1), «Пайзе» (позднее ГРЭС-2), «Гумбиннен» (позднее ГРЭС-5), гидроэлектростанции «Вонсдорф» и «Фридланд» (позднее Правдинские ГЭС-4 и ГЭС-3), электрические сети. Первоочередной задачей стало восстановление повреждённых в годы войны электростанций и электрических сетей. Так, на электростанции «Коссе» из восьми установленных на ней котлов в работоспособном состоянии находился только один, а генерирующее оборудование состояло из одного турбоагрегата мощностью 6 МВт.
25 ноября 1945 года на ГРЭС-1 по восстановленной линии электропередачи 60 кВ было подано напряжение от ГЭС-3, что позволило в том же году ввести в эксплуатацию первый турбоагрегат. В 1946 году были пущены ещё два турбоагрегата на ГРЭС-2 и первый турбоагрегат ГРЭС-2. В 1947 году была пущена ГРЭС-6 в Пальмникене (пос. Янтарный), восстановление ГРЭС-5 затянулось, её пустили только в 1954 году. Одновременно восстанавливались электрические сети, этот процесс продолжался до середины 1950-х годов. До 1959 года энергосистема Калининградской области работала изолированно, к параллельной работе с энергосистемой Литвы она приступила после строительства ЛЭП Каунас — Гусев, также в том же году была создана связь с энергосистемой Польши по ЛЭП 60 кВ Правдинск — Кентшин.
С развитием электрических сетей постепенно выводились из эксплуатации небольшие изношенные электростанции, в частности ГЭС каскада на Лаве, в конце 1980-х годов прекратила выработку электроэнергии (перейдя в режим котельной) Калининградская ТЭЦ-1. После распада СССР интерес к малой возобновляемой энергетике возрос — были восстановлены и вновь введены в эксплуатацию Правдинская ГЭС-3, Заозёрная ГЭС и Озёрская ГЭС. В 2002 году была пущена Зеленоградская ВЭС мощностью 5,1 МВт (выведена из эксплуатации в 2018 году).
В 2002 году было начато строительство крупнейшего энергообъекта региона — Калининградской ТЭЦ-2, введённой в эксплуатацию в 2005 году. В 2011 году было начато строительство Балтийской АЭС, остановленное уже в 2013 году при низкой степени готовности сооружений. В 2017—2020 годах были пущены сразу несколько электростанций, предназначенных для повышения надёжности энергоснабжения региона — Маяковская ТЭС, Талаховская ТЭС, Прегольская ТЭС, Приморская ТЭС, Ушаковская ВЭС.

## Генерация электроэнергии
По состоянию на начало 2021 года, на территории Калининградской области эксплуатировались 10 электростанций общей мощностью 1918,6 МВт. В их числе семь тепловых электростанций — Калининградская ТЭЦ-2, Маяковская ТЭС, Талаховская ТЭС, Прегольская ТЭС, Приморская ТЭС, Гусевская ТЭЦ, ТЭЦ-10 ООО «Атлас-Маркет», две малые гидроэлектростанции — Правдинская ГЭС-3 и Озёрская ГЭС и одна ветровая электростанция — Ушаковская ВЭС. Еще одна малая Заозёрная ГЭС мощностью 0,053 МВт находится на консервации.

### Калининградская ТЭЦ-2
Расположена в г. Калининграде, один из источников теплоснабжения города. Крупнейшая электростанция региона. Парогазовая теплоэлектроцентраль, в качестве топлива использует природный газ. Турбоагрегаты станции введены в эксплуатацию в 2005—2010 годах. Установленная электрическая мощность станции — 900 МВт, тепловая мощность — 680 Гкал/час. Фактическая выработка электроэнергии в 2020 году — 5033,6 млн кВт·ч. Оборудование станции скомпоновано в два энергоблока, каждый из которых включает в себя две газотурбинные установки мощностью по 150 МВт (первый энергоблок) или 155 МВт и 159 МВт (второй энергоблок), два котла-утилизатора и один паротурбинный турбоагрегат мощностью 150 МВт (первый энергоблок) или 136 МВт (второй энергоблок). Принадлежит АО «Интер РАО — Электрогенерация».

### Прегольская ТЭС
Расположена в г. Калининграде, примыкает к Калининградской ТЭЦ-2, фактически образуя с ней единый производственный комплекс. Парогазовая электростанция, в качестве топлива использует природный газ. Введена в эксплуатацию в 2018 году. Установленная электрическая мощность станции — 463,063 МВт, фактическая выработка электроэнергии в 2020 году — 975,7 млн кВт·ч. Оборудование станции скомпоновано в четыре энергоблока, каждый из которых включает в себя газотурбинную установку, котёл-утилизатор и паротурбинный турбоагрегат. Принадлежит АО «Интер РАО — Электрогенерация».

### Маяковская ТЭС
Расположена в г. Гусеве. Газотурбинная электростанция, в качестве топлива использует природный газ. Введена в эксплуатацию в 2017 году. Установленная электрическая мощность станции — 160,36 МВт, фактическая выработка электроэнергии в 2020 году — 20,5 млн кВт·ч. Оборудование станции включает в себя две газотурбинные установки мощностью 79,26 МВт и 81 МВт. Принадлежит АО «Интер РАО — Электрогенерация».

### Талаховская ТЭС
Расположена в г. Советске. Газотурбинная электростанция, в качестве топлива использует природный газ. Введена в эксплуатацию в 2017 году. Установленная электрическая мощность станции — 161,1 МВт, фактическая выработка электроэнергии в 2020 году — 247,6 млн кВт·ч. Оборудование станции включает в себя две газотурбинные установки мощностью 80 МВт и 81,1 МВт. Принадлежит АО «Интер РАО — Электрогенерация».

### Приморская ТЭС
Расположена в г. Светлый. Паротурбинная электростанция, в качестве топлива использует каменный уголь. Выполняет функцию резерва энергоснабжения, постоянная выработка электроэнергии не планируется. Введена в эксплуатацию в 2020 году. Установленная электрическая мощность станции — 194,97 МВт, фактическая выработка электроэнергии в 2020 году — 45,1 млн кВт·ч. Оборудование станции включает в себя три турбоагрегата, один из которых имеет мощность 64,97 МВт и два по 65 МВт, а также три котлоагрегата. Принадлежит АО «Интер РАО — Электрогенерация».

### Гусевская ТЭЦ
Расположена в г. Гусев, основной источник теплоснабжения города. Паротурбинная теплоэлектроцентраль (фактически с 2017 года работает в режиме котельной без выработки электроэнергии), в качестве топлива использует природный газ. Введена в эксплуатацию в 1934 году. Установленная электрическая мощность станции — 8,5 МВт, тепловая мощность — 66 Гкал/ч. В 2020 году электроэнергию не вырабатывала. Оборудование станции включает в себя один турбоагрегат, а также три котлоагрегата. Принадлежит АО «Калининградская генерирующая компания».

### ТЭЦ-10 ООО «Атлас-Маркет»
Расположена в г. Советске, изначально обеспечивала энергоснабжение целлюлозно-бумажного комбината (блок-станция). Паротурбинная теплоэлектроцентраль, в качестве топлива использует природный газ. Введена в эксплуатацию в 1939 году. Установленная электрическая мощность станции — 24 МВт, тепловая мощность — 285 Гкал/ч. Фактическая выработка электроэнергии в 2020 году — 20,5 млн кВт·ч. Оборудование станции включает в себя три турбоагрегата, один из которых имеет мощность 6 МВт и два — по 9 МВт, а также семь котлоагрегатов.

### Правдинская ГЭС-3
Расположена у г. Правдинска, на реке Лаве. Эксплуатируется с 1926 года. Установленная мощность станции — 1,14 МВт, фактическая выработка электроэнергии в 2020 году — 9,2 млн кВт·ч. В здании ГЭС установлен один гидроагрегат. Принадлежит АО «Янтарьэнерго».

### Озёрская ГЭС
Расположена у г. Озёрска, на реке Лаве. Эксплуатируется с 1880 года, старейшая ныне действующая электростанция региона и России в целом. Установленная мощность станции — 0,5 МВт, фактическая выработка электроэнергии в 2020 году — 1,1 млн кВт·ч. В здании ГЭС установлены два гидроагрегата мощностью по 0,25 МВт. Принадлежит АО «Янтарьэнерго».

### Ушаковская ВЭС
Расположена у п. Ушаково. Введена в эксплуатацию в 2018 году. Установленная мощность станции — 5,1 МВт, фактическая выработка электроэнергии в 2020 году — 10,9 млн кВт·ч. Состоит из трёх ветроустановок мощностью по 1,7 МВт. Принадлежит АО «Калининградская генерирующая компания».

## Потребление электроэнергии
Потребление электроэнергии в Калининградской области (с учётом потребления на собственные нужды электростанций и потерь в сетях) в 2020 году составило 4361,7 млн кВт·ч, максимум нагрузки — 727 МВт. Таким образом, Калининградская область является энергоизбыточным регионом. В структуре потребления электроэнергии в регионе лидирует потребление промышленностью — около 29 %, потребление населения составляет около 27 %. Крупнейшие потребители электроэнергии (по итогам 2020 года): ЗАО «Агропродукт» — 144 млн кВт·ч, ООО «Мираторг Запад» — 44 млн кВт·ч, судостроительный завод «Янтарь» — 41 млн кВт·ч. Функции гарантирующего поставщика электроэнергии выполняет АО «Янтарьэнергосбыт».

## Электросетевой комплекс
Энергосистема Калининградской области входит в ЕЭС России, являясь частью Объединённой энергосистемы Северо-Запада, находится в операционной зоне филиала АО «СО ЕЭС» — «Региональное диспетчерское управление энергосистемы Калининградской области» (Балтийское РДУ). Энергосистема региона связана с энергосистемами Литвы по трём ВЛ 330 кВ, трём ВЛ 110 кВ и одной ВЛ 10 кВ.
Электросетевой комплекс региона включает 9 линий электропередачи напряжением 330 кВ, 93 линии электропередачи напряжением 60-110 кВ, 77 трансформаторных подстанций и 6 распределительных устройств электростанций с суммарной мощностью трансформаторов 4304,2 МВ·А. Линии электропередачи эксплуатируются АО «Янтарьэнерго» (в основном) и территориальными сетевыми организациями.

## Теплоснабжение
Источниками теплоснабжения в Калининградской области являются три теплоэлектроцентрали общей тепловой мощностью 1031 Гкал/ч и более 200 котельных общей тепловой мощностью более 2700 Гкал/ч. Отпуск тепловой энергии в 2020 году составил 2878 тыс. Гкал. Передача тепловой энергии потребителям производится по тепловым сетям длиной 997 км.